# Dług (prawo)
Uzasadnienie: opisują to samo zagadnienie
Dług – świadczenie (obowiązek), wynikające ze stosunku zobowiązaniowego, które dłużnik jest zobowiązany spełnić na rzecz wierzyciela.
Dług jest antonimem wierzytelności, jednak w języku prawniczym sformułowania tego używa się głównie dla scharakteryzowania pozycji dłużnika.
Dłużnik powinien wykonać zobowiązanie zgodnie z jego treścią i w sposób odpowiadający jego celowi społeczno-gospodarczemu oraz zasadom współżycia społecznego, a także, jeśli istnieją ustalone zwyczaje w tym zakresie, w sposób im odpowiadający. W ten sam sposób powinien współdziałać wierzyciel.
Zgodnie z przepisem art. 519 kodeksu cywilnego, dług może zostać przeniesiony na osobę trzecią poprzez umowę. Przeniesienie długu wymaga zgody wierzyciela, jeśli umowa zawarta jest między dłużnikiem i osobą trzecią lub zgody dłużnika jeśli umowa o przejęcie długu zawierana jest między wierzycielem a osobą trzecią.
W języku potocznym mylone bywa przejęcie długu z cesją wierzytelności, uregulowaną w art. 509 kodeksu cywilnego, podczas gdy przejęcie długu jest w swej istocie przejęciem obowiązków, a cesja wierzytelności zbyciem praw. Podmiot, który kupuje wierzytelność, wchodzi we wszystkie prawa i obowiązki wierzyciela.